# Contes de juillet
Pour plus de détails, voir Fiche technique et Distribution.
Contes de juillet est une comédie dramatique française réalisée par Guillaume Brac, sortie en 2017. Le film regroupe deux courts métrages, intitulés « Contes » : L'Amie du dimanche et Hanne et la fête nationale.

## Synopsis
L'Amie du dimanche raconte l'histoire de Lucie. Un jour, alors qu'elle craque à son travail, sa collègue Miléna vient la réconforter et l'invite à passer une journée à la base nautique de Cergy, où elles rencontrent un des employés.
Dans Hanne et la fête nationale, Hanne se réveille le matin du 14 juillet dans sa chambre dans une cité universitaire internationale alors que son ami Andrea se masturbe à côté de son lit. Elle part ensuite dans les rues pour assister au défilé du 14 Juillet et se fait draguer par Romane qui propose de venir la chercher le soir pour l'emmener voir le feu d'artifice.

## Fiche technique
- Titre : Contes de juillet
- Réalisation : Guillaume Brac
- Scénario : Guillaume Brac
- Photographie : Alan Guichaoua
- Montage : Louise Jaillette
- Costumes :
- Décors :
- Musique : Thibault Deboaisne
- Producteur : Nicolas Anthomé
- Production : batysphere
- Distribution : Les Films du losange
- Pays d’origine :  France
- Genre : comédie dramatique
- Durée : 70 minutes
- Dates de sortie :
  - Suisse : 9 août 2017 (Locarno)
  - France : 25 juillet 2018

## Distribution
- Miléna Csergo
- Lucie Grunstein
- Jean Joudé
- Kenza Lagnaoui
- Théo Chedeville
- Hanne Mathisen Haga
- Andrea Romano
- Sipan Mouradian
- Salomé Dienis Meulien
- Roman Jean-Elie